# Muziekgebouw Eindhoven
Muziekgebouw Eindhoven, oorspronkelijk Muziekcentrum Frits Philips, is een concertgebouw in Eindhoven. Het staat in het overdekte winkelgebied Heuvel aan de Markt, middenin het centrum van de stad.

## Geschiedenis
Muziekgebouw Eindhoven werd als Muziekcentrum Frits Philips in eerste instantie vernoemd naar Frits Philips, de zoon van een van oprichters van de Philipsfabrieken, en werd in 1992 geopend door koningin Beatrix. Na de verbouwing rond 2010 werd de naam gewijzigd in Muziekgebouw Frits Philips Eindhoven. Later wordt het voornamelijk Muziekgebouw Eindhoven genoemd.
Het gebouw is, samen met het Theater aan het Vrijthof in Maastricht, sinds 2013 de thuisbasis van Philzuid, het symfonieorkest dat ontstond door de fusie tussen Het Brabants Orkest en het Limburgs Symfonie Orkest.

## Programmering
De programmering omvat een breed scala aan genres, van klassieke muziek, jazz, popmuziek en wereldmuziek tot concerten voor de allerkleinsten.